# Guaycuru
Guaycuru (Guaicurú, Guaycurú) – grupa plemion indiańskich, w okresie prekolumbijskim zamieszkująca licznie region Gran Chaco oraz terytoria dolnego biegu Parany i Urugwaju. W przeszłości rybacy i myśliwi, polujący na pancerniki, legwany i tapiry. Bitni wojownicy – z czaszek wrogów wykonywali naczynia używane podczas plemiennych uroczystości. Obecnie w liczbie około 25 tys. żyją głównie w regionie Gran Chaco, zajmując się myślistwem i uprawą ziemi.